# スヴェレート
スヴェレート(伊: Suvereto)は、イタリア共和国トスカーナ州リヴォルノ県にある、人口約2,900人の基礎自治体（コムーネ）。

## 地理

### 位置・広がり

#### 隣接コムーネ
北をサッセッタ、北西をカスタニェート・カルドゥッチおよびサン・ヴィンチェンツォ、西をカンピーリア・マリッティマ、南をピオンビーノおよびグロッセート県（フォッローニカ）、東をグロッセート県（マッサ・マリッティマ、モンテロトンド・マリッティモ）およびピサ県（モンテヴェルディ・マリッティモ）と接する。

### 気候分類・地震分類
スヴェレートにおけるイタリアの気候分類 (it) および度日は、zona C, 1162 GGである。
また、イタリアの地震リスク階級 (it) では、zona 4 (sismicità molto bassa) に分類される。

## 文化・観光
「スローシティ」加盟都市、「イタリアの最も美しい村」クラブ加盟コムーネである。